# Mihashira torii
Mihashira torii ou mitsubashira torii (三柱鳥居, « torii à trois piliers ») est un type de torii de l'architecture shinto. Comme son nom l'indique, il s'agit d'une structure triangulaire formée de trois toriis individuels.

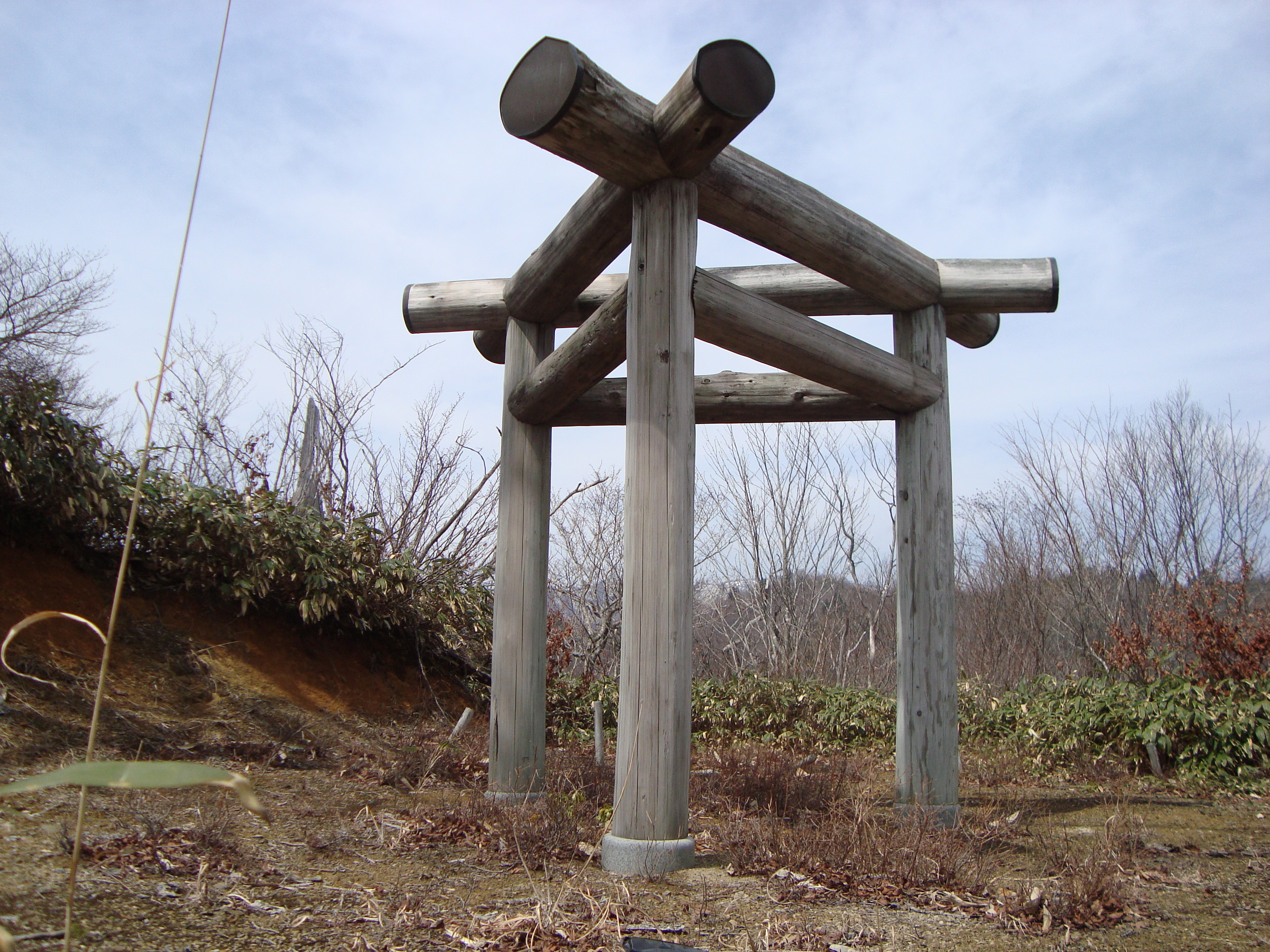
Mihashira torii à Yamato (Gifu).

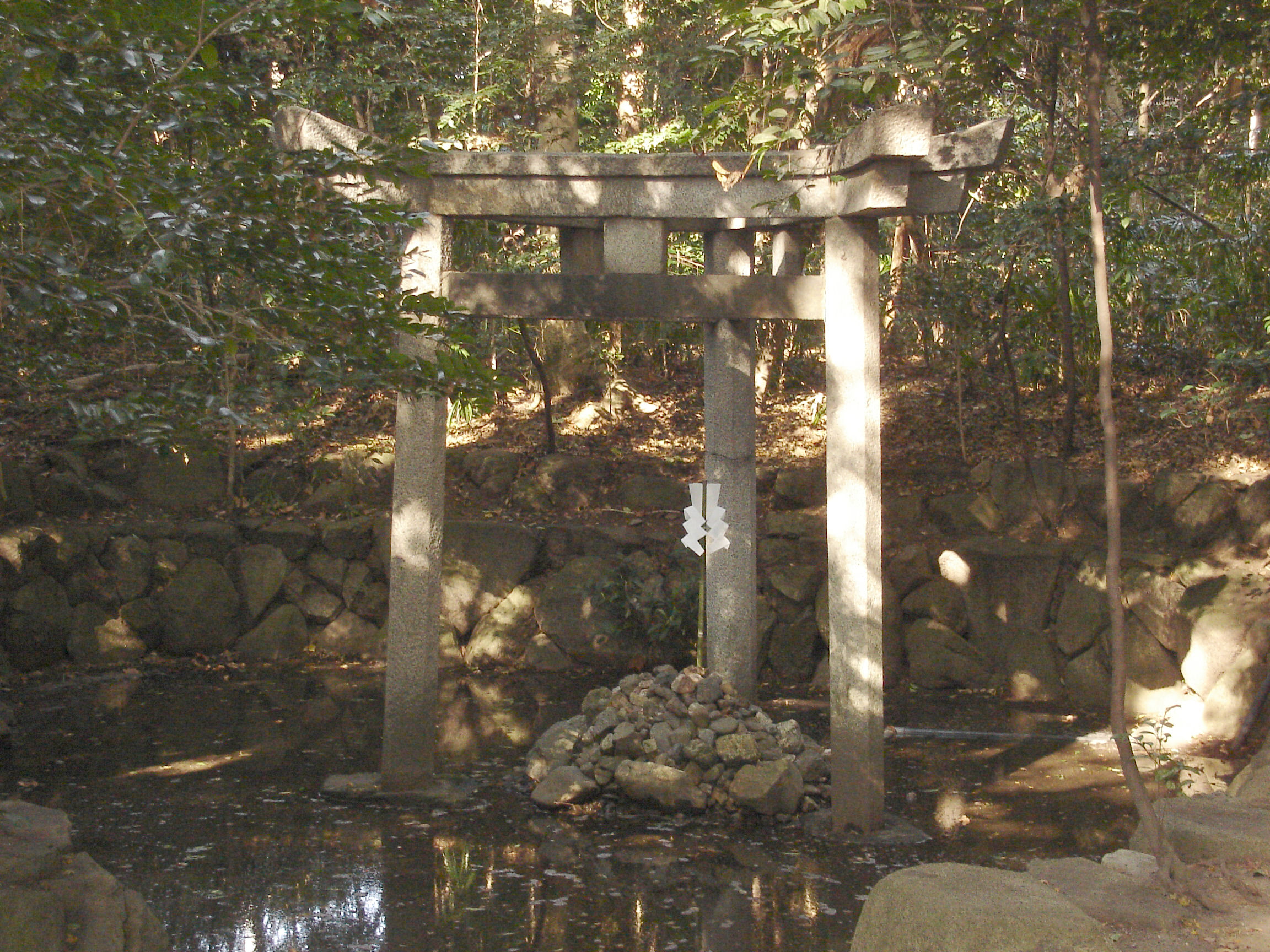
Mihashira torii à Konoshima.

Il est possible que son origine remonte aux premiers chrétiens japonais pour représenter la Sainte Trinité.  

## Histoire
La plus ancienne mention d'un torii mihashira se trouve dans les archives du sanctuaire Konoshima à Kyoto. Celles-ci rapportent qu'un torii triangulaire a été reconstruit de 1716 à 1736, après un incendie. Le texte renvoie à une référence au nestorianisme dans la construction du torii et expose que les trois piliers représentent les cieux, la terre et l'humanité. Cette interprétation n'est pas habituelle dans les croyances shinto. Les archives du sanctuaire indiquent aussi que le torii symbolise la foi, l'espoir et la charité. Le torii de Konoshima se tient dans un étang avec, au milieu de l'ensemble, un tas de pierres censé être le siège d'une divinité.

## Galerie d'images

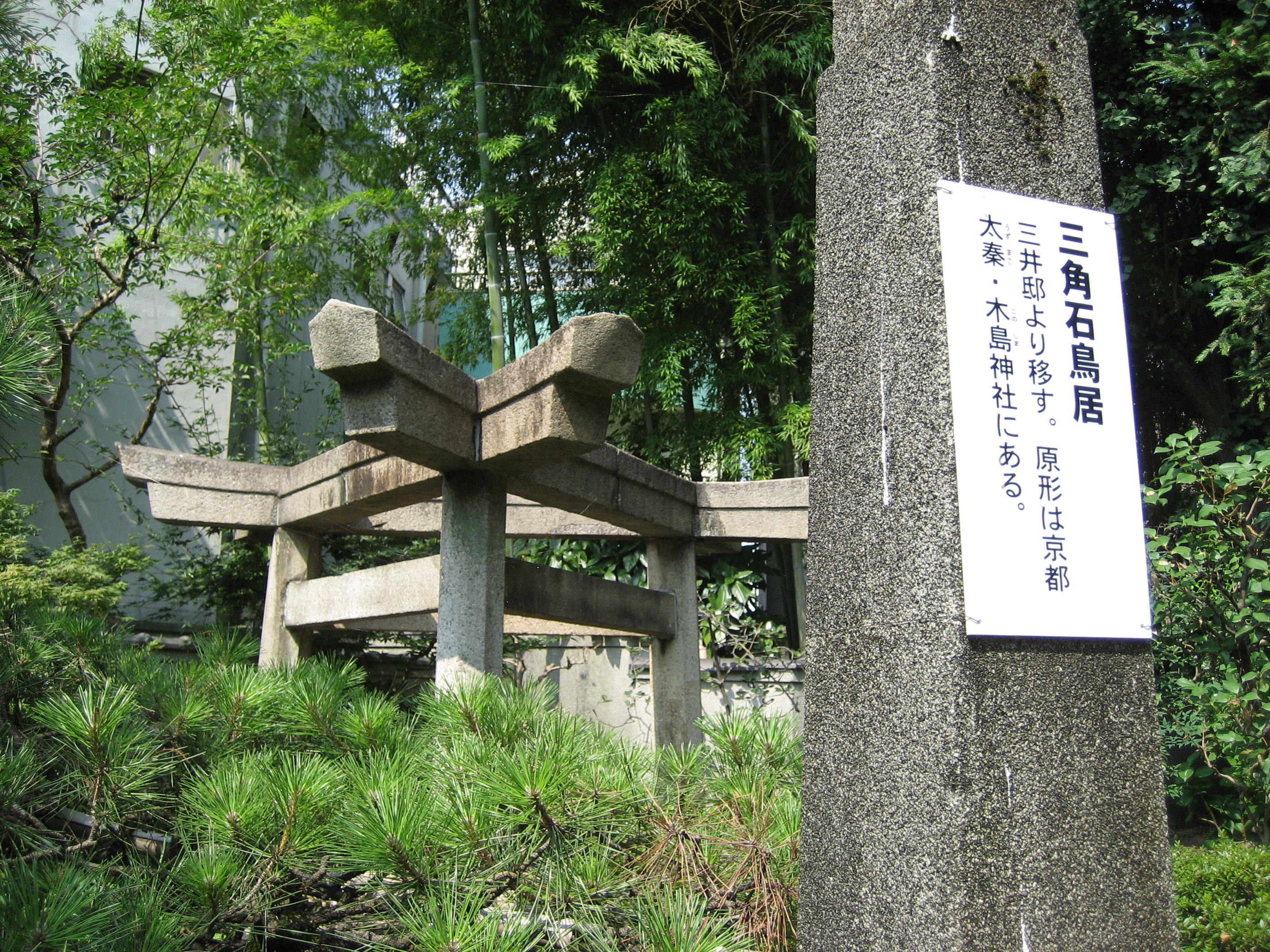
Sanctuaire Mimeguri.
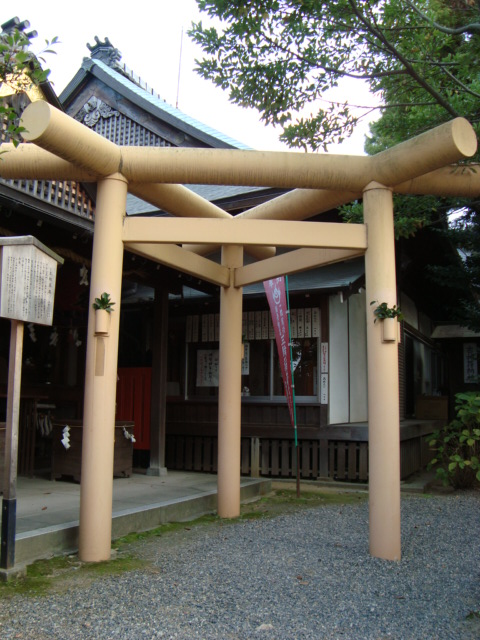
Sakurai.
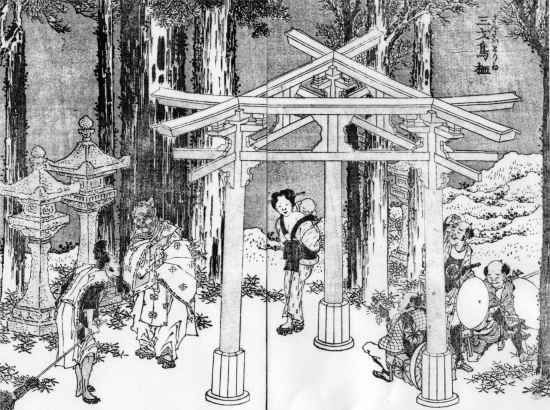
Dessin de Hokusai.